# 多色性

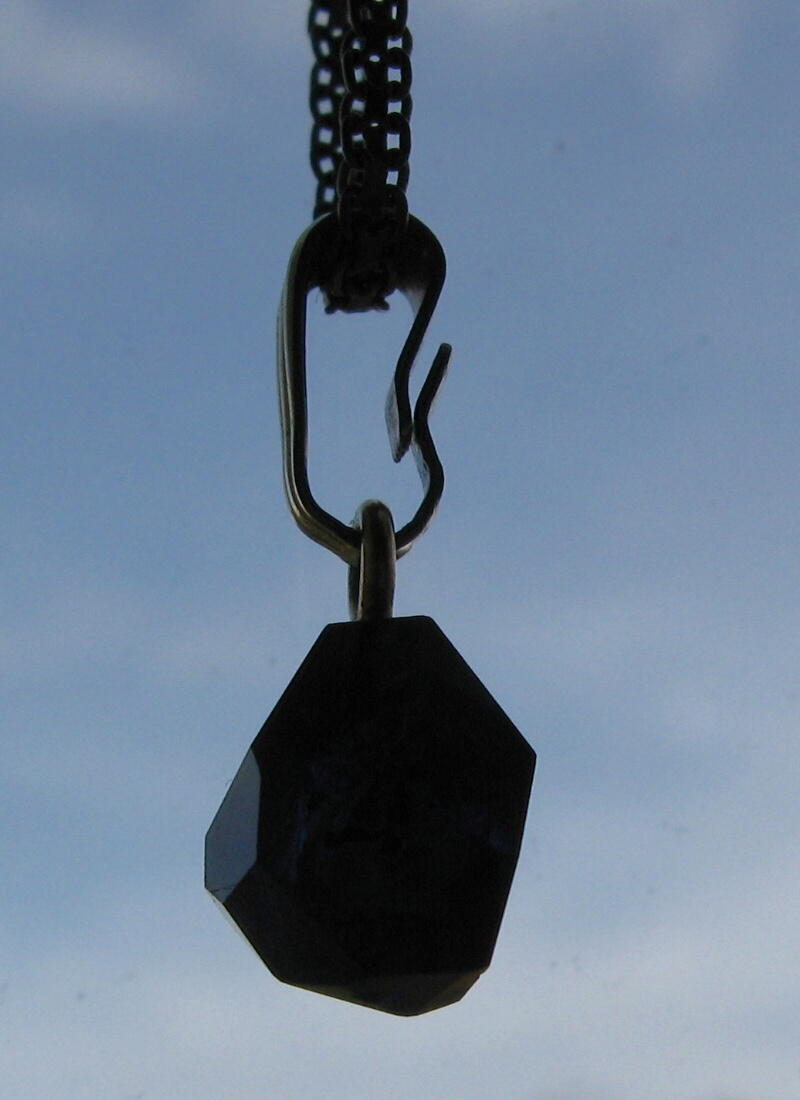
青紫色のa軸方向から見たファセット・コーディエライト

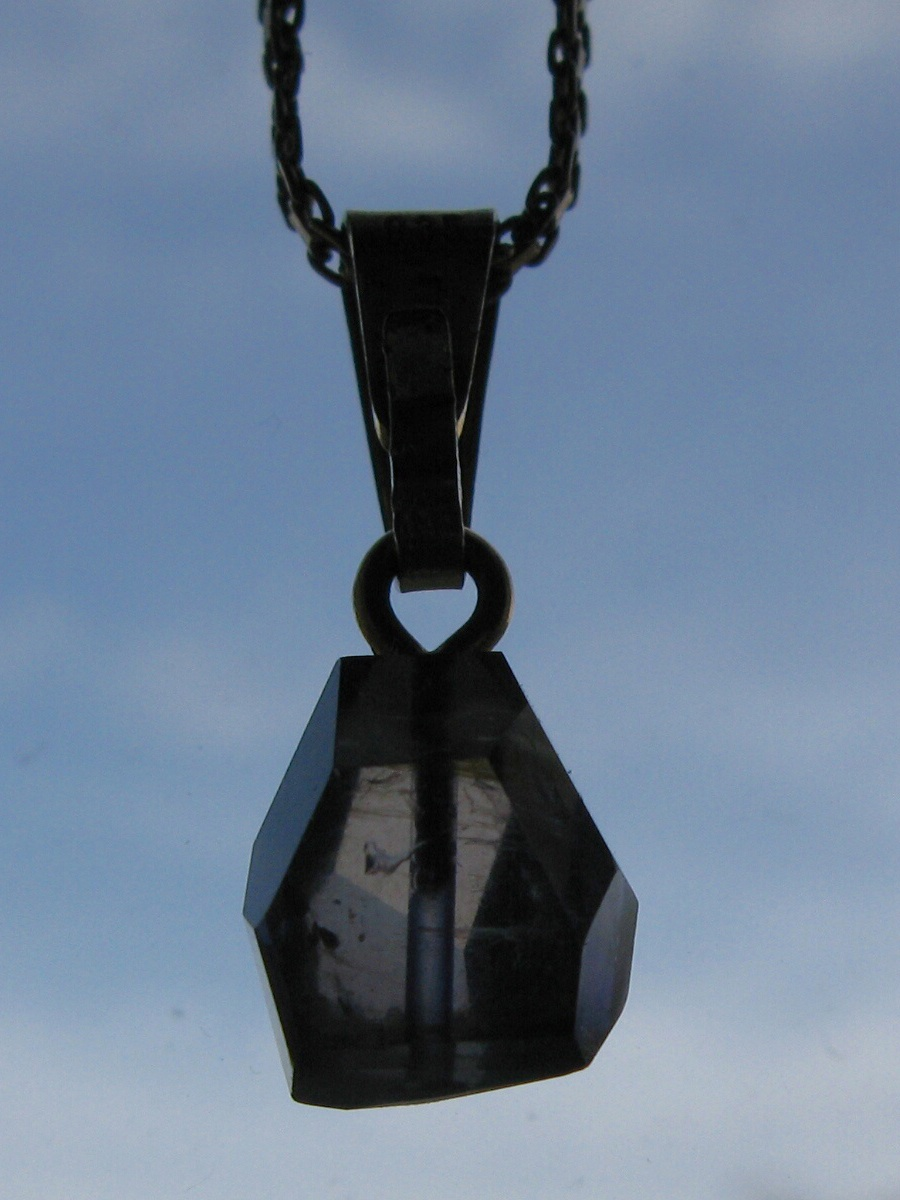
色の薄いb軸方向から見たファセット・コーディエライト

多色性（たしょくせい、たしきせい）とは、結晶の色が、偏光面と結晶軸、観察方向の位置関係によって異なる色に見える光学現象である。色変化が明確でなく、色調の濃淡に変化が見られるだけの場合もあるが、これも多色性という。

## 原理
異方性結晶は光の方向によって光学的特性が変化する性質を有している。光の偏光は電場の方向によって決定され、この方向によって結晶内での光のふるまいが異なる。このような結晶は1つもしくは2つの光軸を有しており、結晶の光軸と入射する光線の角度によって光の吸収率が変化するときに多色性が発現する 。
異方性結晶は光を複屈折させる性質を持つ。すなわち、光の偏光方向によって結晶が光を屈折させる角度が異なり、光の経路も異なる。入射した光は偏光の成分ごとに鉱物内で異なる経路を異なる速度で伝達される。いま鉱物をある角度から観察したときに目に映る光は、経路と偏光の方向が異なるいくつかの光の成分が合成されたものであり、それぞれの成分は結晶中での吸収が異なるゆえにその色は異なる。この鉱物を別の角度から観察すると、やはり光は特定の経路、偏光の方向、色をもついくつかの成分からなるが、その組み合わせは先ほどとは異なる。それゆえに、鉱物内を透過する光は見る角度によって異なる色を呈し、鉱物は角度によって異なる色を持っているかのように振る舞う。
正方晶系、三方晶系、六方晶系の鉱物は2色間のみの色変化であるため二色性とも呼ばれる。斜方晶系、単斜晶系、三斜晶系の鉱物は3色を示すことができる三色性である。例えば、紫蘇輝石は2つの光軸を有しており、3次元的に3つの異なる正位置に置くことで、赤色、黄色もしくは青色を示す。立方晶の鉱物は多色性を示さない。トルマリンは強い多色性を示す代表的な鉱物である。灰簾石の結晶であるタンザナイト、菫青石は斜方晶だが二方向の発色差が際立って観察される。宝石は、その石の色や魅力に応じて、しばしば多色性を強調するように、または多色性を隠すようにカットおよび配置される。ただし同じ種類の石でも不純物や透明度、結晶の不斉など結晶の「質」で多色性能は大きく変わる。
多色性の色は光が結晶軸と平行に偏光した際に最大となる。結晶軸はX軸、Y軸、Z軸と呼ばれ、これらの軸は偏光顕微鏡を用いたコノスコープ観察による干渉パターンにおける結晶の外観から決定することができる。2本の軸があるとき、軸交点の鋭角側の手前側をZ軸、奥側をX軸とし、鈍角側はまた別のX軸もしくはZ軸を与える。Y軸はそれらに対して垂直に交差する。色はそれらの軸の方向と平行な偏光によって測定される。吸収式は、最小の吸収量を持つ軸を左側に、最大の吸収量を持つ軸を右側においてX＜Y＜Zの形になるようにし、それぞれの軸と平行な光の吸収量として記録される。

## 鉱物学
他の性質が非常に類似した鉱物において、多色性の色の組み合わせが大きく異なっている場合が多々ある。そのため、多色性は鉱物学における鉱物の識別において非常に有用な性質である。鉱物の薄片を用い、透過型の偏光顕微鏡によって分析される。

## 多色性を示す鉱物の一覧

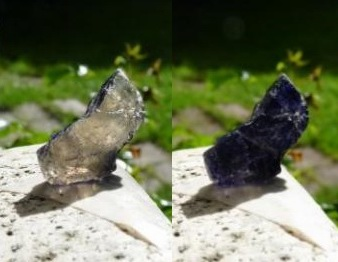
カメラのレンズの前で直線偏光子を回転させることにより例示された菫青石の多色性。

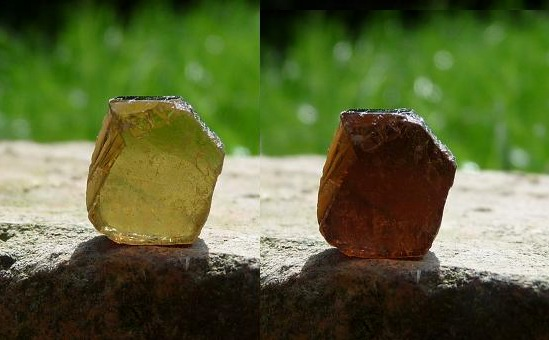
カメラのレンズの前で直線偏光子を回転させることにより例示されたトルマリンの多色性。

### 紫、菫色
- アメシスト （非常に弱い） 青色/赤みがかった紫色[7]
- 紅柱石（アンダリュサイト） （非常に強い） 緑褐色/暗赤色/紫色
- ベリル （平均的） 紫色/無色
- コランダム （高い） 紫色/オレンジ色
- リシア輝石（クンツァイト） （強い） 紫色/淡赤色/透明[8]
- トルマリン （強い） 淡紫色/紫色

### 青色
- アクアマリン （中程度） 無色-水色/水色、濃青色
- アレキサンドライト （強い） 暗赤色-紫色/オレンジ色/緑色
- 燐灰石（アパタイト） （強い） 青色-黄色/青色-無色
- ベニト石 （強い） 無色/暗青色
- 菫青石 （非常に強い） 青茶色/黄色/鶯色/青灰色/紫色、青色
- アイオライト （強い） 無色/黄色/青色/暗青色-紫色
- サファイア （強い） 紫色-暗青色/水色-緑色
- トパーズ （非常に弱い） 無色/淡青色/桃色
- トルマリン （強い） 暗青色/水色
- 灰簾石 （強い） 青色/赤紫色/黄緑色
- ジルコン （強い） 青色/透明/灰色

### 緑色
- アレキサンドライト （強い） 暗赤色-紫色/オレンジ色/緑色
- 紅柱石（アンダリュサイト） （非常に強い） 緑褐色/暗赤色/紫色
- エメラルド （強い） 緑色/青緑色
- ペリドット （弱い） 黄緑色/緑色/無色
- サファイア （強い） 緑色/黄緑色
- チタン石 （平均的） 灰緑色/青緑色
- トルマリン （強い） 青緑色/灰緑色/黄緑色
- ジルコン （強い） 鶯色/緑色

### 黄色
- シトリン （非常に弱い） 淡黄色/淡黄色
- 金緑石 （非常に弱い） 赤色-黄色/黄色-緑色/緑色
- ダンブリ石 （弱い） 非常に淡い黄色/淡黄色
- 正長石 （弱い） 淡黄色/淡黄色
- フェナカイト （中程度） 無色/黄色がかったオレンジ色
- サファイア （強い） 黄色/淡黄色
- リシア輝石 （平均的） 淡黄色/淡黄色
- トパーズ （中程度） 黄褐色/黄色/黄色がかったオレンジ色
- トルマリン （平均的） 淡黄色/暗黄色
- ジルコン （弱い） 黄褐色/黄色
- 普通角閃石 （強い） 薄緑色/暗緑色/黄色/茶色

### 茶色、オレンジ色
- サファイア （強い） 黄茶色/オレンジ色
- トパーズ （中程度） 黄茶色/鈍黄茶色
- トルマリン （非常に弱い） 暗褐色/淡褐色
- ジルコン （非常に弱い） 赤褐色/茶色-黄色

### 赤色、桃色
- アレキサンドライト （強い） 暗赤色/オレンジ色/緑色
- 紅柱石（アンダリュサイト） （非常に強い） 暗赤色/赤褐色
- モルガナイト （平均的） 薄赤色/赤紫色
- ルビー （強い） 赤紫色/橙赤色
- トルマリン （強い） 暗赤色/薄赤色
- ジルコン （中程度） 紫色/赤褐色